# DreamWorks Records
La DreamWorks Records è stata un'etichetta discografica statunitense attiva dal 1996 al 2005.

## Storia
La label è stata fondata nel 1996 da Steven Spielberg, Jeffrey Katzenberg e David Geffen come sussidiaria musicale della DreamWorks ed è rimasta attiva fino al novembre 2003, quando è stata venduta al colosso Universal Music Group.
La sede era situata in California; in particolare nel periodo 1996-1999 ha avuto luogo nel centro industriale di Universal City, mentre dal 1999 al 2005 era sita a Beverly Hills.
Una sussidiaria specializzata nella musica country, la DreamWorks Nashville, chiusa nel 2005, aveva sede a Nashville (Tennessee).

## Logo
Il logo dell'etichetta, costituito da una nota musicale posta all'interno di una nuvoletta di pensiero, fu uno degli ultimi lavori realizzati dall'artista Roy Lichtenstein.

## Artisti
- Eels
- Powerman 5000
- Morphine
- Rollins Band
- Chris Rock
- Self
- Propellerhead
- Rufus Wainwright
- Elliott Smith
- Buckcherry
- Dave Hollister
- Randy Newman
- Blinker the Star
- Long Beach Dub Allstars
- Solé
- N-Toon
- Tamar Braxton
- Papa Roach
- Erick Sermon
- Kina
- Nelly Furtado
- Lifehouse
- Alien Ant Farm
- Ours
- Canela Cox
- Jimmy Eat World
- The Isley Brothers
- The K.G.B.
- Leslie Carter
- Pressure 4-5
- Citizen Cope
- Josh Clayton-Felt
- The Apex Theory
- Deadsy
- Hem
- Sparta
- Floetry
- Loudermilk
- Swizz Beatz
- The All-American Rejects
- AFI
- Blackstreet
- Boomkat
- Saves the Day
- John Fogerty